# 17-ketosteroïde

Structuurformule van androsteron, een typevoorbeeld van een 17-ketosteroïde.

Een 17-ketosteroïde is een steroïde dat op koolstofatoom 17 een ketonfunctie (C=O) draagt.

## Voorbeelden
- Androsteendion
- Androsteron
- Dehydro-epiandrosteron
- Oestron